# Helga Stenhammar

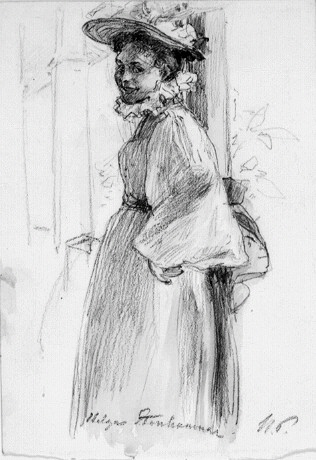
Hanna Paulis porträtteckning av Helga Stenhammar på Nationalmuseum i Stockholm

Helga Marcia Stenhammar, född 17 februari 1874 i Göteborg, död 23 juli 1957 i Göteborg, var en svensk tecknare och akvarellmålare.
Hon var dotter till arkitekten Johan August Westerberg och Jemina Marshall Anderson och från 1896 gift med tonsättaren Wilhelm Stenhammar samt mor till  Claes Göran Stenhammar och Hillevi Stenhammar. Hon studerade konst för Carl Larsson vid Valands målarskola i Göteborg och vid Académie Colarossi i Paris 1893–1894 därefter studerade hon för Georg och Hanna Pauli 1894–1895 samt för Richard Berg 1896. Efter ett studieavbrott fortsatte hon sina studier vid konstakademien i Florens 1906–1907 och omkring 1911 studerade hon en kortare period för Carl Wilhelmson i Fiskebäckskil. Hon var både i sin utbildning och vänskapsband förankrad i Konstnärsförbundets miljö och har i sin tidiga konst påverkats starkt av Carl Larsson medan senare verk bär spår av Ivar Arosenius och Albert Engström. Separat ställde hon ut på bland annat Ny konst 1920 och på God konst i Göteborg 1942. Hon medverkade i utställningen Barnet i konsten i Göteborg och utställningen Fem målarinnor som visades på Värmlands museum i Karlstad. Stenhammar är representerad vid Göteborgs museum.